# Florin Feroiu
Florin Feroiu (ur. 5 kwietnia 2004 w Braszowie) – rumuński skoczek narciarski. Uczestnik mistrzostw świata juniorów (2021) oraz zimowych igrzysk olimpijskich młodzieży (2020). Medalista mistrzostw Rumunii.

## Przebieg kariery
Bez sukcesów startował w Turnieju Czterech Skoczni dzieci oraz zawodach FIS Youth Cup. W swojej kategorii wiekowej dwukrotnie (2015 i 2016) zajmował 6. miejsce w nieoficjalnych letnich mistrzostwach świata dzieci w Ruhpolding. We wrześniu 2015 w Râșnovie zadebiutował w Pucharze Karpat, plasując się w trzeciej dziesiątce.
W październiku 2016, w wieku nieco ponad 12 lat, w Râșnovie zadebiutował w FIS Cupie, plasując się w szóstej i piątej dziesiątce. W styczniu 2020 w Prémanon wystąpił w zimowych igrzyskach olimpijskich młodzieży, zajmując 31. pozycję w konkursie indywidualnym. W październiku 2020, w słabo obsadzonych zawodach FIS Cupu w Râșnovie (wystartowało niespełna 30 skoczków), zdobył pierwsze punkty zawodów tej rangi, plasując się dwukrotnie w połowie drugiej dziesiątki (15. i 14. pozycja). W lutym 2021 w Lahti wystąpił na mistrzostwach świata juniorów, zajmując 47. pozycję w konkursie indywidualnym oraz 12. miejsce w rywalizacji drużynowej.
Jest medalistą mistrzostw Rumunii – z klubem CSS Dinamo Râșnov zdobywał brązowe medale w rywalizacji drużynowej w 2018, 2019, zimą 2020 i latem 2020.

## Mistrzostwa świata juniorów

### Indywidualnie
| 2021 Lahti | – | 47. miejsce |

### Drużynowo
| 2021 Lahti | – | 12. miejsce |

### Starty F. Feroiu na mistrzostwach świata juniorów – szczegółowo
| Miejsce | Dzień     | Rok  | Miejscowość | Skocznia     | Punkt K | HS     | Konkurs  | Skok 1 | Skok 2 | Nota                 | Strata    | Zwycięzca         |
| ------- | --------- | ---- | ----------- | ------------ | ------- | ------ | -------- | ------ | ------ | -------------------- | --------- | ----------------- |
| 47.     | 11 lutego | 2021 | Lahti       | Salpausselkä | K-90    | HS-100 | indywid. | 68,5 m | –      | 68,7 pkt             | 195,2 pkt | Niklas Bachlinger |
| 12.     | 12 lutego | 2021 | Lahti       | Salpausselkä | K-90    | HS-100 | druż.    | 65,5 m | –      | 298,9 pkt (55,3 pkt) | 687,3 pkt | Austria           |

## Igrzyska olimpijskie młodzieży

### Indywidualnie
| 2020 Lozanna/ Prémanon | – | 31. miejsce |

### Starty F. Feroiu na igrzyskach olimpijskich młodzieży – szczegółowo
| Miejsce | Dzień       | Rok  | Miejscowość | Skocznia   | Punkt K | HS    | Konkurs  | Skok 1 | Skok 2 | Nota      | Strata    | Zwycięzca       |
| ------- | ----------- | ---- | ----------- | ---------- | ------- | ----- | -------- | ------ | ------ | --------- | --------- | --------------- |
| 31.     | 19 stycznia | 2020 | Prémanon    | Les Tuffes | K-81    | HS-90 | indywid. | 72,0 m | 66,0 m | 152,1 pkt | 105,6 pkt | Marco Wörgötter |

## FIS Cup

### Miejsca w klasyfikacji generalnej
| Sezon     | Miejsce |
| --------- | ------- |
| 2020/2021 | 78.     |

### Miejsca w poszczególnych konkursachFIS Cupu
stan po zakończeniu sezonu 2022/2023
| Źródło                                                                        | Źródło        | Źródło           | Źródło           | Źródło         | Źródło         | Źródło           | Źródło           | Źródło             | Źródło             | Źródło       | Źródło       | Źródło        | Źródło        | Źródło               | Źródło               | Źródło          | Źródło          | Źródło         | Źródło         | Źródło       | Źródło       | Źródło | Źródło | Źródło | Źródło | Źródło | Źródło | Źródło | Źródło | Źródło | Źródło | Źródło | Źródło | Źródło | Źródło | Źródło | Źródło | Źródło | Źródło |
| ----------------------------------------------------------------------------- | ------------- | ---------------- | ---------------- | -------------- | -------------- | ---------------- | ---------------- | ------------------ | ------------------ | ------------ | ------------ | ------------- | ------------- | -------------------- | -------------------- | --------------- | --------------- | -------------- | -------------- | ------------ | ------------ | ------ | ------ | ------ | ------ | ------ | ------ | ------ | ------ | ------ | ------ | ------ | ------ | ------ | ------ | ------ | ------ | ------ | ------ |
| Sezon 2016/2017                                                               |               |                  |                  |                |                |                  |                  |                    |                    |              |              |               |               |                      |                      |                 |                 |                |                |              |              |        |        |        |        |        |        |        |        |        |        |        |        |        |        |        |        |        |        |
| Villach HS98                                                                  | Villach HS98  | Szczyrk HS106    | Szczyrk HS106    | Kuopio HS127   | Kuopio HS127   | Einsiedeln HS117 | Einsiedeln HS117 | Hinterzarten HS108 | Hinterzarten HS108 | Râșnov HS100 | Râșnov HS100 | Notodden HS98 | Notodden HS98 | Zakopane HS134       | Zakopane HS134       | Eau Claire HS95 | Eau Claire HS95 | Sapporo HS100  | Sapporo HS134  | punkty       | punkty       | punkty | punkty | punkty | punkty | punkty | punkty | punkty | punkty | punkty | punkty | punkty | punkty | punkty | punkty | punkty | punkty | punkty |        |
| -                                                                             | -             | -                | -                | -              | -              | -                | -                | -                  | -                  | 58           | 43           | -             | -             | -                    | -                    | -               | -               | -              | -              | 0            | 0            | 0      | 0      | 0      | 0      | 0      | 0      | 0      | 0      | 0      | 0      | 0      | 0      | 0      | 0      | 0      | 0      | 0      |        |
| Sezon 2019/2020                                                               |               |                  |                  |                |                |                  |                  |                    |                    |              |              |               |               |                      |                      |                 |                 |                |                |              |              |        |        |        |        |        |        |        |        |        |        |        |        |        |        |        |        |        |        |
| Szczyrk HS104                                                                 | Szczyrk HS104 | Szczuczyńsk HS99 | Szczuczyńsk HS99 | Ljubno HS94    | Ljubno HS94    | Pjongczang HS109 | Pjongczang HS109 | Râșnov HS97        | Râșnov HS97        | Villach HS98 | Villach HS98 | Notodden HS98 | Notodden HS98 | Oberwiesenthal HS105 | Oberwiesenthal HS105 | Zakopane HS140  | Zakopane HS140  | Rastbüchl HS78 | Rastbüchl HS78 | Villach HS98 | Villach HS98 | punkty |        |        |        |        |        |        |        |        |        |        |        |        |        |        |        |        |        |
| -                                                                             | -             | -                | -                | -              | -              | -                | -                | 52                 | 52                 | 85           | 92           | -             | -             | 68                   | 76                   | -               | -               | -              | -              | -            | -            | 0      |        |        |        |        |        |        |        |        |        |        |        |        |        |        |        |        |        |
| Sezon 2020/2021                                                               |               |                  |                  |                |                |                  |                  |                    |                    |              |              |               |               |                      |                      |                 |                 |                |                |              |              |        |        |        |        |        |        |        |        |        |        |        |        |        |        |        |        |        |        |
| Râșnov HS97                                                                   | Râșnov HS97   | Kandersteg HS106 | Kandersteg HS106 | Zakopane HS140 | Zakopane HS140 | Szczyrk HS104    | Szczyrk HS104    | Lahti HS100        | Lahti HS100        | Villach HS98 | Villach HS98 | Oberhof HS100 | Oberhof HS100 | punkty               | punkty               | punkty          | punkty          | punkty         | punkty         | punkty       | punkty       | punkty | punkty | punkty | punkty | punkty | punkty | punkty | punkty | punkty | punkty | punkty |        |        |        |        |        |        |        |
| 15                                                                            | 14            | 49               | 44               | -              | -              | 58               | 51               | 79                 | 80                 | -            | -            | 67            | 65            | 34                   | 34                   | 34              | 34              | 34             | 34             | 34           | 34           | 34     | 34     | 34     | 34     | 34     | 34     | 34     | 34     | 34     | 34     | 34     |        |        |        |        |        |        |        |
| Legenda                                                                       |               |                  |                  |                |                |                  |                  |                    |                    |              |              |               |               |                      |                      |                 |                 |                |                |              |              |        |        |        |        |        |        |        |        |        |        |        |        |        |        |        |        |        |        |
| 1 2 3 4-10 11-30 poniżej 30 dq – dyskwalifikacja - − zawodnik nie wystartował |               |                  |                  |                |                |                  |                  |                    |                    |              |              |               |               |                      |                      |                 |                 |                |                |              |              |        |        |        |        |        |        |        |        |        |        |        |        |        |        |        |        |        |        |